# Mistrzostwa Azji we Wspinaczce Sportowej 2001
Mistrzostwa Azji we Wspinaczce Sportowej 2001 – 10. edycja Mistrzostw Azji we wspinaczce sportowej, która odbyła się w 2001 roku i była przeprowadzona w dwóch terminach i w dwóch państwach.
Zawody w prowadzeniu i wspinaczkę na czas przeprowadzono w indonezyjskiej Dżakarcie (w terminie 27 października), a konkurencje: boulderingu w dniu 24 listopada w chińskim Tajpej w Yonghe.
Podczas zawodów wspinaczkowych zawodnicy i zawodniczki rywalizowali w 6 konkurencjach.

## Harmonogram
Legenda
| E | Eliminacje |  | Finał (ilość) |

| Wspinaczka sportowa |  |  | 4 |  |

| Wspinaczka sportowa |  |  | 2 |  |

## Konkurencje
Mężczyźni
- bouldering, prowadzenie i wspinaczka na czas

Kobiety
- bouldering, prowadzenie i wspinaczka na czas

## Medaliści
| Konkurencja                   | Złoto                           | Srebro                           | Brąz                     |
| ----------------------------- | ------------------------------- | -------------------------------- | ------------------------ |
| Mężczyźni                     |                                 |                                  |                          |
| bouldering (Yonghe 24.11)     | Korea Południowa · Lee Jae-yong | Japonia · Yuichi Miyabo          | Japonia · Tomoki Usami   |
| prowadzenie (Dżakarta 27.10)  | brak flagi ·                    | brak flagi ·                     | brak flagi ·             |
| wsp. na czas (Dżakarta 27.10) | brak flagi ·                    | brak flagi ·                     | brak flagi ·             |
| Kobiety                       |                                 |                                  |                          |
| bouldering (Yonghe 24.11)     | Korea Południowa · Go Mi-sun    | Korea Południowa · Kim Hyun-jung | Hongkong · Choi Shun Yuk |
| prowadzenie (Dżakarta 27.10)  | brak flagi ·                    | brak flagi ·                     | brak flagi ·             |
| wsp. na czas (Dżakarta 27.10) | brak flagi ·                    | brak flagi ·                     | brak flagi ·             |